# Karabin LAPA FA Model 03
LAPA FA Model 03 – brazylijski karabin szturmowy w układzie bullpup. Nieprodukowany seryjnie.

## Historia
W 1978 roku w Laboratório de Pesquisa de Armamento Automático Ltda rozpoczęto prace nad karabinem szturmowym kalibru 5,56 mm, następcą używanych w armii brazylijskiej karabinów IMBEL LAR (licencyjna wersja FN FAL). Konstruktorzy zdecydowali się zbudować nową broń w układzie bullpup, z szerokim wykorzystaniem tworzyw sztucznych (wykonano z nich osłonę komory zamkowej tworzącą jedną całość z chwytem transportowym, chwytem pistoletowym i łożem).
Testy wojskowe karabinu FA M-03 przeprowadzono w 1983 roku. Wyniki testów były pozytywne, ale z powodu wysokiej ceny zrezygnowano z zakupów karabinów tego typu. Początkowo zakupiono niewielką liczbę karabinów M16 i HK 33, ostatecznie jednak przyjęto do uzbrojenia karabin IMBEL MD2.

## Opis
LAPA FA Model 3 jest indywidualną bronią samoczynno-samopowtarzalną zbudowana w układzie bullpup. Zasada działania oparta na wykorzystaniu energii gazów prochowych odprowadzanych przez boczny otwór lufy. Lufa gwintowana (6 bruzd prawoskrętnych o skoku 305 mm), zakończona tłumikiem płomieni. Ryglowanie broni przez obrót zamka. Wyciąg sprężynujący i wyrzutnik umieszczono w zamku. Mechanizm uderzeniowy kurkowy, z samonapinaniem. Mechanizm spustowy umożliwia strzelanie ogniem pojedynczym i seriami. Przełącznik rodzaju ognia połączony z bezpiecznikiem ma postać dźwigni na prawym boku komory zamkowej. Ma on pięć położeń: 1 (odigień pojedynczy), 3 (seria trójstrzałowa), 30 (ogień ciągły), SA (zabezpieczenie broni) i DA (przestawienie skrzydełka w tę pozycję spowoduje zwolnienie kurka). Zasilanie z dwurzędowych magazynków łukowych o pojemności 20, 30 lub 40 naboi wykonanych z tworzywa sztucznego, lub dowolnych magazynków zgodnych ze STANAG 4179. Otwarte przyrządy celownicze składają się z regulowanej w poziomie muszki i celownika przeziernikowego o nastawach 200 i 400 m.